# Eliseu Neto

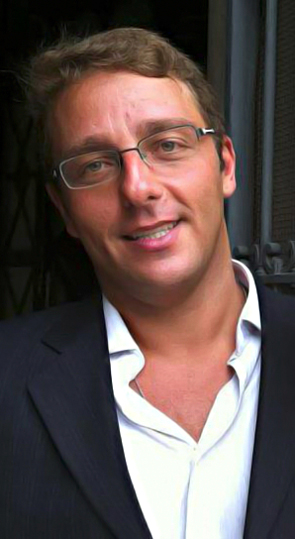
Neto (2013)

Eliseu de Oliveira Neto (* 21. Dezember 1978 in São Paulo, Brasilien; † 21. Mai 2024 in Rio de Janeiro, Brasilien) war ein brasilianischer Psychoanalytiker und LGBT-Aktivist.
Durch seinen Kampf bis vors höchste Gericht Brasiliens können Homosexuelle seitdem Blut spenden und Homophobie ist dort erstmals als Verbrechen angesehen.

## Leben und Wirken
Eliseu Neto wurde in São Paulo geboren. Er studierte in den 2000er Jahren Psychologie an der Universität des Bundesstaates Santa Catarina, um sich nach Ende seines Studiums an der Universität von Rio de Janeiro als Psychoanalytiker zu spezialisieren.
Schon früh war er als LGBT-Aktivist tätig. 2012 kandidierte er für den Stadtrat von Rio de Janeiro, wurde aber nicht gewählt. Später trat er in die Partei Cidania ein, zu deren Mitbegründern er gehörte. Einen ersten Erfolg konnte er in Rio de Janeiro verzeichnen: dort kämpfte er darum, dass die Stadt ein Zentrum gegen Homophobie förderte und erreichte sein Ziel. 
Seinen größten Sieg errang er vor dem nationalen Gerichtshof Brasiliens 2019, als er die Richter überzeugen konnte, das Blutspendeverbot für homosexuelle Männer in Brasilien aufzugeben und ein Gesetz als Straftatbestand gegen Homophobie zu erwirken.
Neto war auch als Autor und Hochschullehrer tätig. 
Erst kurz vor seinem Tod war eine schwere Autoimmunerkrankung bei ihm diagnostiziert worden, die letztlich auch zu seinem Tod geführt hat. Er starb am 21. Mai 2024 im Alter von 45 Jahren in Rio de Janeiro und wurde eingeäschert.